# سینه‌سرخ ریوکیو
سینه‌سرخ ریوکیو (نام علمی: Erithacus komadori) نام یک گونه از سرده سینه‌سرخ‌های اروآسیایی است.